# Turicum (cràter)
Turicum és un cràter sobre la superfície de (21) Lutècia, situat amb el sistema de coordenades planetocèntriques a 23 ° de latitud nord i 162 ° de longitud est. Fa un diàmetre de 3.8 km. El nom va ser fet oficial per la UAI el cinc d'abril de 2011 i fa referència a Turicum, antiga ciutat romana de l'època de Lutècia, actualment Zúric (Suïssa).